# Spigelia polystachya
Spigelia polystachya là một loài thực vật có hoa trong họ Mã tiền. Loài này được Klotzsch ex Prog. miêu tả khoa học đầu tiên năm 1868.